# Deutsche Badminton-Mannschaftsmeisterschaft 1968/69
Die Deutsche Badminton-Mannschaftsmeisterschaft 1968/69 bestand aus einer regionalen Ligenrunde, auf welche die Endrunde in Turnierform folgte, welche am 3. und 4. Mai 1969 in Uerdingen stattfand. Aus den zwei Gruppen qualifizierten sich die Erstplatzierten für das Finale. Meister wurde der 1. BV Mülheim, welcher im Endspiel den MTV München von 1879 knapp mit 5:3 besiegte.

## Gruppenphase

### Gruppe 1
- 1. MTV München von 1879
- 2. 1. BC Beuel
- 3. PSV Grün-Weiß Wiesbaden
- 4. 1. BC Braunschweig

### Gruppe 2
- 1. 1. BV Mülheim
- 2. BSC Rehberge 1945
- 3. PSV Würzburg
- 4. TuS Wiebelskirchen

## Finale
1. BV Mülheim – MTV München 5:3

## Endstand
- 1. 1. BV Mülheim
(Gerhard Kucki, Horst Lösche, Karl-Heinz Garbers, Heinz Wossowski, Kurt Link, Heinz-Jürgen Fischer, Karin Dittberner, Karin Schäfer)
- 2. MTV München von 1879
(Siegfried Betz, Erich Eikelkamp, Rupert Liebl, Franz Beinvogl, Anke Witten, Inge Mönch, Lydia Ledderhos)
- 3. BSC Rehberge 1945
(Jürgen Sadewater, Gunther Rathgeber, Armin Munzlinger, Ursula Puruckherr)
- 3. 1. BC Beuel
(Roland Maywald, Manfred Merz, Karl Weiland, Horst Hoppe, Karl Breitkopf, Marieluise Wackerow, Gudrun Ziebold)
- 5. PSV Würzburg
- 5. PSV Grün-Weiß Wiesbaden
- 7. 1. BC Braunschweig
- 7. TuS Wiebelskirchen